# 卢森堡广场
卢森堡广场（法语：Place du Luxembourg；荷兰语：Luxemburgplein）是比利时布鲁塞尔欧洲区的一个广场。。当地欧盟官员和记者常俗称其为"Place Lux"或 "Plux"。

## 设计
广场上主要是宽阔的人行道，周围有大量的餐厅和酒吧，以及一些银行和零售店，服务于大多位于附近的欧洲议会、其他欧洲联盟机构、以及相关机构的雇员和议员。
在广场的中心，是19世纪英国出生的比利时著名实业家约翰·科克尔的雕像，是列日省瑟兰市政厅外雕像的复制品。科克尔的人物斜靠在一个铁砧上，周围环绕着当时的各种工匠：玻璃匠、机修工、炼铁工人和矿工。在雕像上刻有科克尔的座右铭：“工作和智力”。

## 历史
卢森堡广场是利奥波德区的中心特征。该区是比利时独立后最初几十年开发的区域，是19世纪首都最负盛名的住宅区。该区设计于19世纪30年代，但原设计并未包括火车站。1854年，新建了利奥波德区车站（布鲁塞尔卢森堡站），建筑师Antoine Trappeniers 受委托，规划通往车站大楼的大型公共广场。卢森堡大街当时处于萌芽状态，终点就是卢森堡广场。广场是以新古典主义风格设计的。它被设计成尽可能对称。施工主要是在1855年至1861年之间。由于靠近车站，广场很受商人以及餐馆和咖啡馆老板的欢迎。阿尔隆街转角的一所房子，一度曾是1884年至1894年的比利时首相奥古斯特·贝尔纳特的住所。

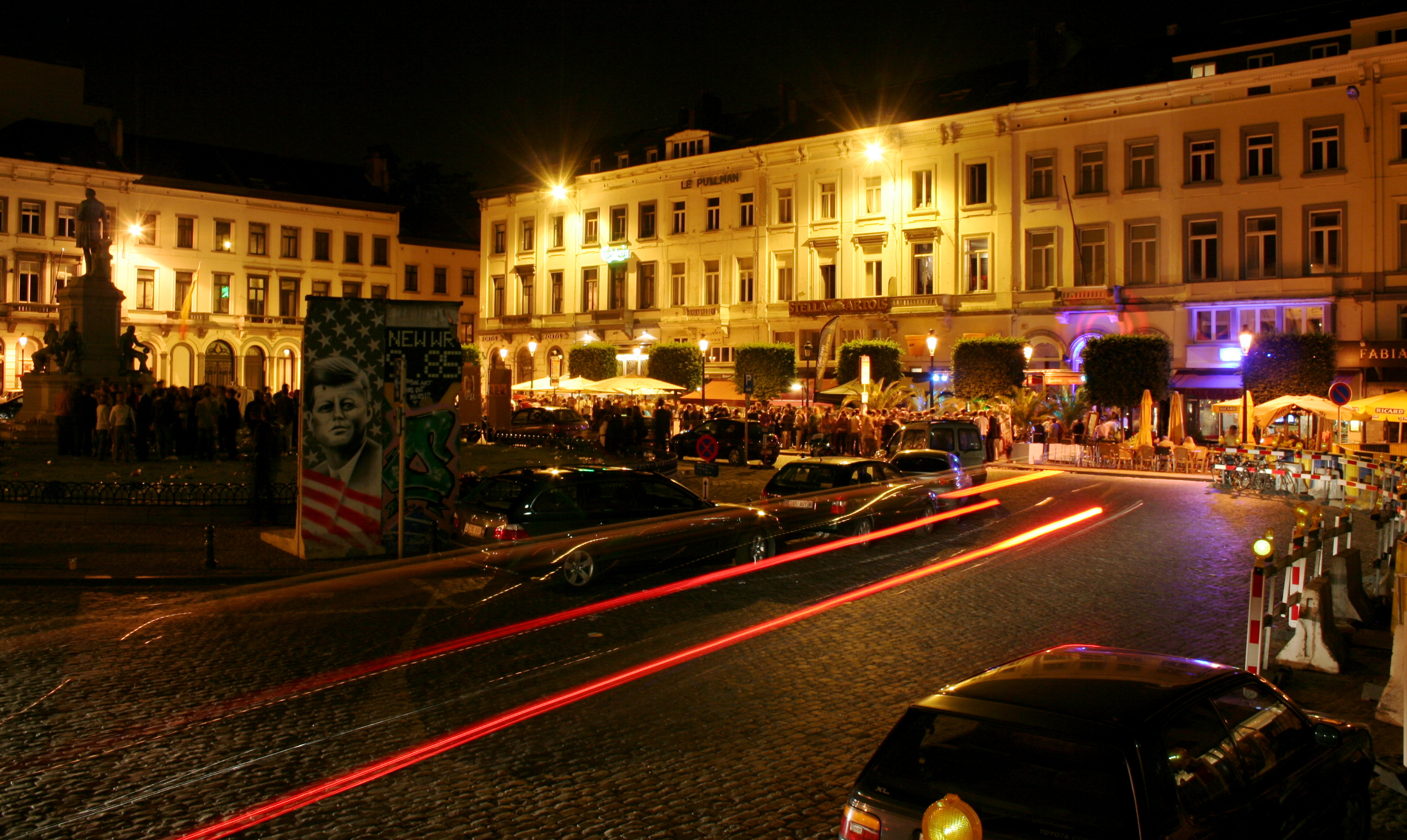
广场是欧洲区下班后聚会的热门地点

在该广场存在的大部分时间内，都以车站为中心特色。然而，随着利奥波德空间（Espace Leopold，现在是欧洲议会的所在地）的兴建，从1989年开始，广场发生了显著变化。由于许多法律和政治争论，设计频繁改变，但最终以前的露天火车站的轨道被现在在议会外面看到的石板覆盖。车站建筑本身的大部分在2004年被拆除，并在地下重建，只留下中央入口，现在用作信息办公室。到2008年，欧洲议会大楼已经完工。
议会的建设和火车站重新设计的许多方面，一直受到居民协会和文化遗产促进者的批评。有些人认为，对于该地区而言，该建筑群的尺度太大了，这些努力并不足以融入整体的新古典主义环境。虽然对建筑设计的独创性和专业性有许多好评，但是设计也会面临批评：太大、太冷、太遥远。
近年来，卢森堡广场已经成为下班后夜生活活动的热点，主要是在周四和周五晚上。这个广场俗称为“Plux”。周四晚上狂欢者们留在街上的垃圾已经刺激到当地居民，布鲁塞尔的政治家们已经威胁要关闭派对。

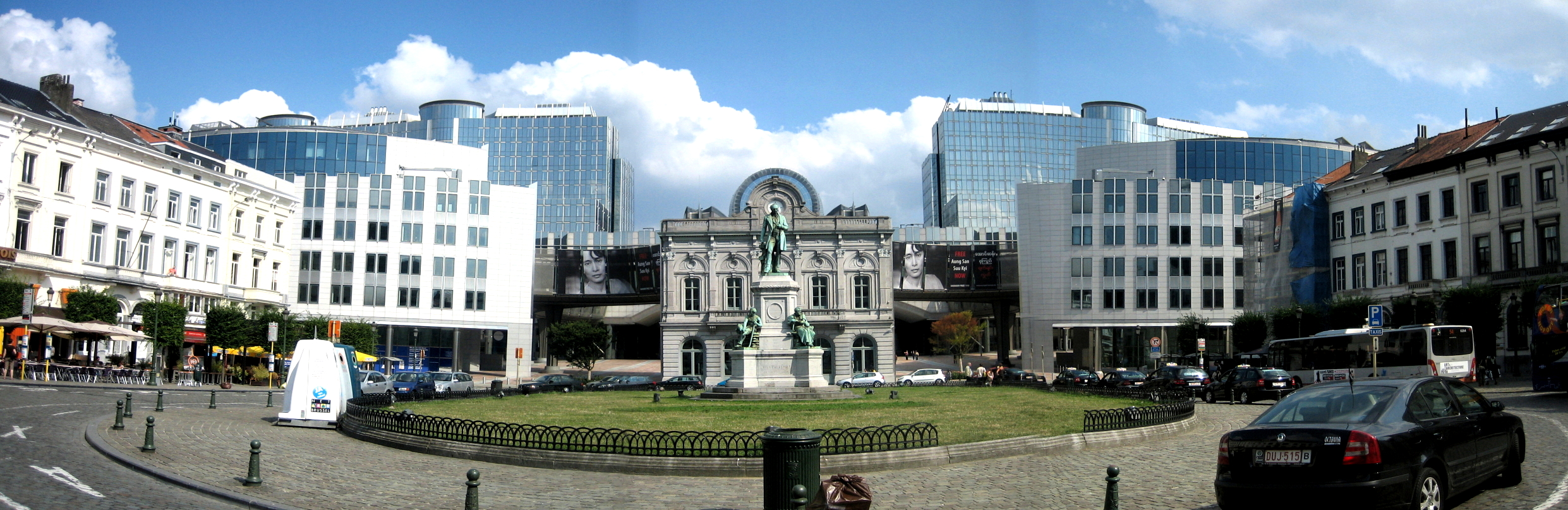
向东看议会

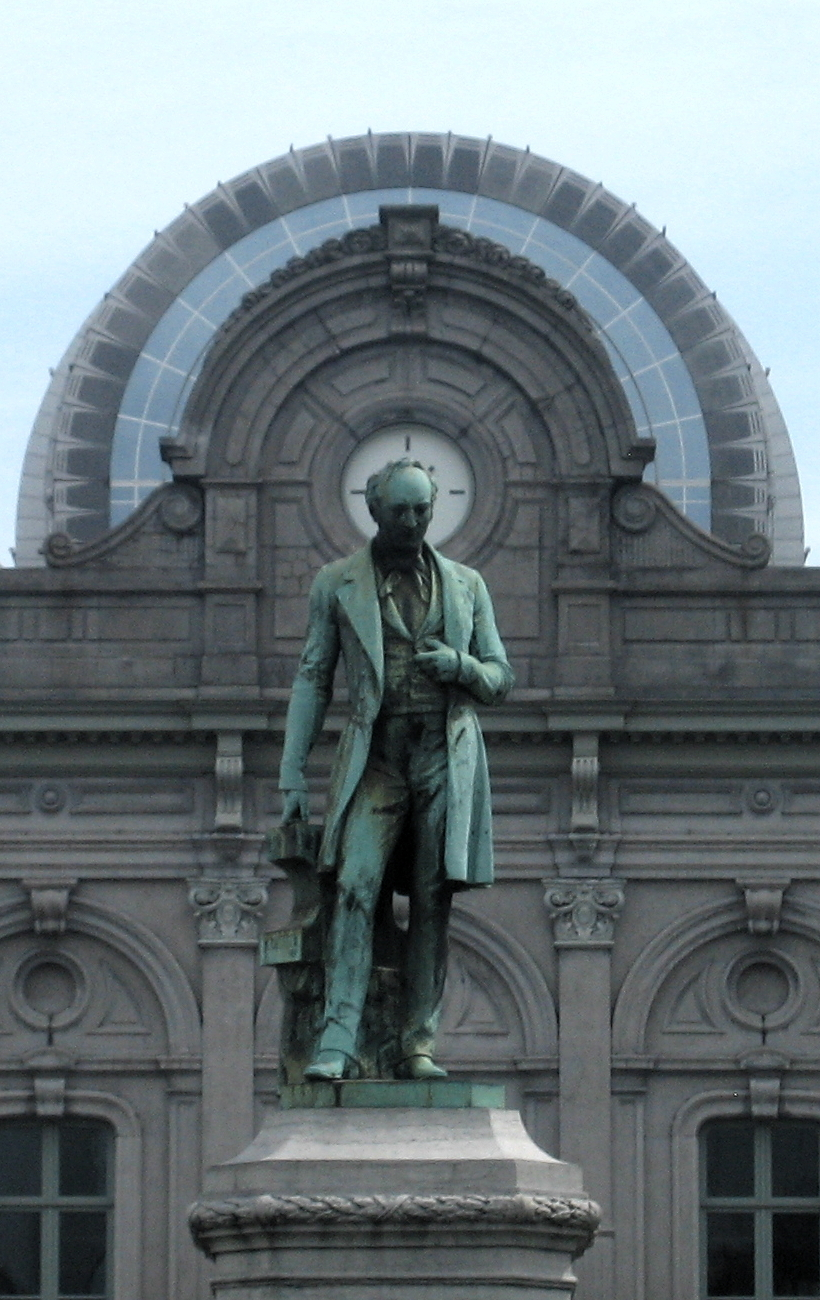
View facing east towards 议会，alignment of 雕塑，车站和Parliament's assembly building is a popular photographers shot

广场东侧的雕像正后方是广场的主要建筑。原利奥波德区车站入口（现在地下的布鲁塞尔-卢森堡站，入口已东移）是一座保护建筑，已被欧洲议会和比利时当局接管，作为联合信息办公室和博物馆。 它现在是议会的“信息点”。
该建筑是议会的利奥波德空间（布鲁塞尔议会大楼建筑群）的一部分，两座新楼位于广场的两侧。整个议会大厦建筑群主宰着广场的东部视图，议会的保罗-亨利·斯巴克大楼的穹顶，反映车站立面顶部的时钟–形成从广场看议会的受欢迎的构图。旧车站大楼开放的每一侧都直接通往沿着议会全长的欧洲议会步行街（Esplanade of the European Parliament）。

## 未来
根据布鲁塞尔欧洲区的分区重建规划，卢森堡广场将成为三个主要步行广场之一，每个广场都注重不同的主题。卢森堡广场由于靠近议会，将会关注公民。 还有计划准备清理出阿尔隆街和特里尔街之间的空间，开辟一个新的广场, 有可能作为卢森堡广场的延伸，形成一个类似公共空间的宽阔的林荫大道。布鲁塞尔交通管理局STIB 临时计划修建一条地铁延伸线，在广场的卢森堡车站设站。 2011年规划中宣布伊克塞尔市与EP 之间的合作伙伴关系，试图减少狂欢之夜狂欢者留下的“烂摊子”， 当地政府认为这是“完全不能接受的”。
广场地图
| AXA             | ~Rue d'Arlon | Fortis               | Ralph's Bar          | Le Pullman | The Grapevine | Coco  | Quarter Leopold | Le London        | Exki | ~Rue de Treves | EP |
|                 | ~Rue d'Arlon |                      |                      |            |               |       |                 |                  |      | ~Rue de Treves | EP |
|                 | ~Rue d'Arlon |                      |                      |            |               |       |                 |                  |      | ~Rue de Treves | EP |
| Tout Bon        | ~Rue d'Arlon |                      |                      |            |               |       |                 |                  |      | ~Rue de Treves | EP |
| ~Rue Luxembourg | ~Rue d'Arlon |                      |                      |            |               |       |                 |                  |      | ~Rue de Treves | EP |
| NER             | ~Rue d'Arlon |                      |                      |            |               |       |                 |                  |      | ~Rue de Treves | EP |
|                 |              |                      |                      |            |               |       |                 |                  |      | ~Rue de Treves | EP |
| Shop'n go       | ~Rue d'Arlon |                      |                      |            |               |       |                 |                  |      | ~Rue de Treves | EP |
| Marie Haps      | ~Rue d'Arlon | Swiss representation | Swiss representation | EPPA SA    | EPPA SA       | Ketje | Fat Boy's       | The Beer Factory |      | ~Rue de Treves | EP |